# 尊室昞
尊室昞（越南语：／；1767年—1827年），阮朝宗室，阮朝官員、將領。原名阮福昞，明命初奉命改用今称。

## 生平
尊室昞是阮福晏的庶長子、尊室暲的兄弟，中興初，他在阮王丙辰十七年（景興五十七年、1796年）進入嘉定跟隨阮福映征討。嘉隆元年（1802年），獲職屬內該隊，管嚴勇衛，後升為嚴勇衛衛尉，又任侍中右一衛衛尉。
嘉隆十三年（1814年），尊室昞署任神策右營都統制，之後乂安有盜賊搶掠，他率領二千多名士兵負責平定。到明命二年（1821年），明命帝北巡，尊室昞任留京大臣、領侍中侍內弁兵巡護京城；五年（1824年）充監修《玉牒》和《皇朝尊譜》副總裁，轉侍中左統制。七年（1826年），明命帝巡幸廣治，他再次留京，兼管翊銳各隊。
明命八年二月九日（1827年3月6日），尊室昞去世，贈封“壯武將軍、柱國、侍內都統制”，謚武恪，葬於承天府香水縣居正總月瓢社；嗣德十一年（1858年）入祀賢良祠。

## 家庭
尊室昞妻白氏川，廣平省麗水縣輔越社人；妾潘氏權。
- 長子尊室（日坎），母白氏川
- 次子尊室燿，母白氏川
- 三子尊室燽，母白氏川
- 四子尊室燉，母潘氏權
- 五子尊室烱，母潘氏權